# Just Dance 2026 Edition
Just Dance 2026 Edition — предстоящая танцевальная ритм-игра, разработанная Ubisoft. Была представлена 31 июля 2025 года во время презентации Nintendo Direct July 2025 как семнадцатая игра в серии и четвёртый ежегодный набор песен после предшественников Just Dance 2023 Edition, Just Dance 2024 Edition и Just Dance 2025 Edition. Выход игры запланирован на 14 октября 2025 года на Nintendo Switch и Nintendo Switch 2, Xbox Series X/S и PlayStation 5.

## Игровой процесс
Как и в предыдущих играх серии, игроку необходимо повторять движения персонажей под выбранную песню с использованием специального приложения для смартфона (игроки на Nintendo Switch имеют возможность использовать контроллеры Joy-Con). Новый режим под названием «Co-op Party Mode» так же был анонсирован как часть предстоящей игры.

## Список песен
| Песня            | Исполнитель       | Год  |
| ---------------- | ----------------- | ---- |
| «All Stars»      | Smash Mouth       | 1999 |
| «Apt.»           | Розэ и Бруно Марс | 2024 |
| «Counting Stars» | One Republic      | 2013 |
| «Houdini»        | Дуа Липа          | 2023 |
| «Hung Up»        | Мадонна           | 2005 |

## Интересные факты
- Это первая игра в серии Just Dance, в разработке которой задействована Ubisoft Kyiv.